# Alliances françaises
Pour un article plus général, voir Politique étrangère de la France.
Pour les organismes de diffusion de la langue et de la culture française, voir Alliance française.
Les alliances de la France avec des pays étrangers ont une histoire longue et complexe qui s'étend sur plus d'un millénaire. L'une des caractéristiques traditionnelles de la diplomatie française des alliances a été l'« alliance de revers ». Elle consistait en une alliance avec des pays situés du côté opposé (ou dans le dos) d'un adversaire direct, permettant ainsi d'ouvrir un second front encerclant l'adversaire et donc de rétablir un équilibre des puissances. Une autre caractéristique a été l'alliance avec les populations locales, contre les puissances coloniales européennes plus puissantes.

## Alliances stratégiques «de revers»

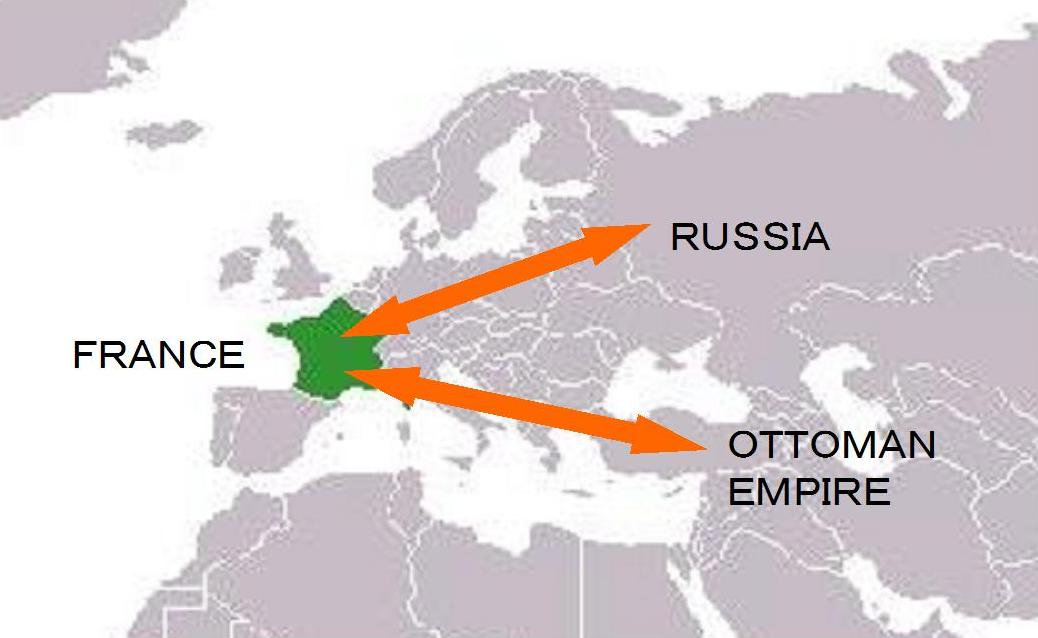
La France a toujours compté sur les «alliances de revers» avec des puissances de l'Est, afin de contrer la menace des puissances d'Europe centrale.

Une caractéristique des alliances françaises est un désir de s'allier avec les pays qui sont voisins ou situés de l'autre côté d'un ennemi, ce qui est appelé « Alliance de revers » dans la diplomatie française. L'alliance de revers est un classique de la realpolitik de la diplomatie française. Celle-ci découle d'une vision géopolitique du monde, qui donne une grande importance à la position géographique des pays plutôt qu'à leur proximité politique.
Au cours des siècles, la France a été constamment à la recherche d'alliés de l'Est, comme contrepoids à ses ennemis continentaux. Tout au long de l'histoire française, ce fut particulièrement le cas contre l'Autriche-Hongrie, l'Espagne ou la Prusse: l'alliance abbassido-carolingienne (contre le califat omeyyade et l'empire byzantin), l'alliance franco-hongroise et l'alliance franco-ottomane (contre l'empire des Habsbourg), l'alliance franco-américaine (contre la Grande-Bretagne), l'alliance franco-russe (contre l'Allemagne).
En particulier, le désir de contrer la puissance allemande a été une motivation majeure pour mettre en place des alliances à l'Est. Même peu de temps après la Seconde Guerre mondiale, les bonnes relations entre la France et l'Union soviétique ont à nouveau été vues par Charles de Gaulle comme une alliance de revers pour contrer l'Allemagne et contrebalancer l'influence de la Grande-Bretagne et des États-Unis,.

### Alliance franco-ottomane

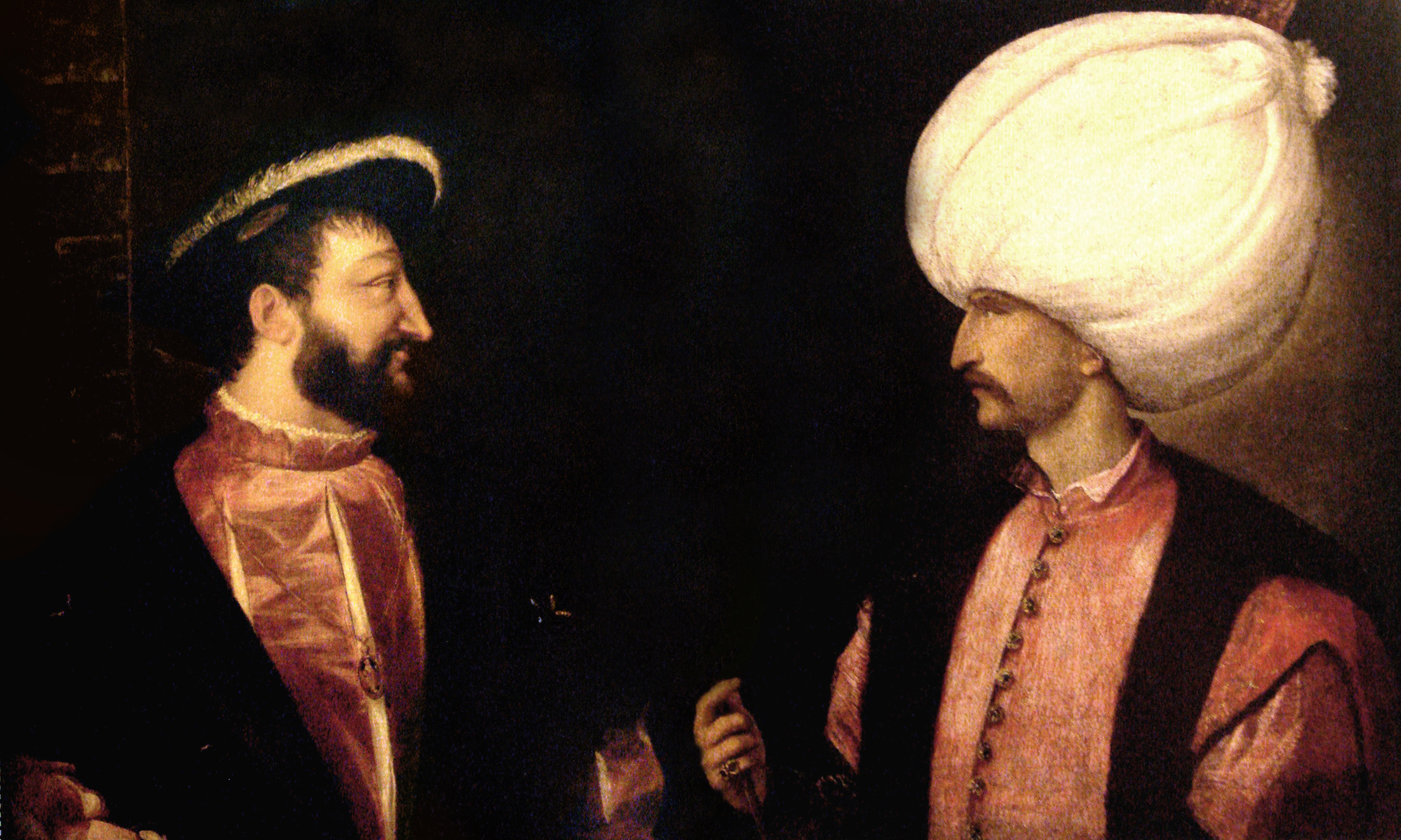
François Ier (à gauche) et Soliman le Magnifique (à droite) initiant l'alliance franco-ottomane.

L'alliance franco-ottomane (XVIe – XIXe siècle) est une classique « alliance de revers » contre l'Empire des Habsbourg, conclue en 1536 entre le roi de France François Ier et le sultan ottoman Soliman le Magnifique. L'alliance était purement géopolitique, sans prise en compte des considérations idéologiques : l'alliance a été appelée « la première alliance diplomatique non-idéologique entre un empire chrétien et non-chrétien ». Elle a causé un scandale dans le monde chrétien, et a été désignée comme « l'alliance impie », ou « l'union sacrilège de la Lys et le Croissant » ; toutefois, elle a perduré tant qu'elle a servi les intérêts des deux parties. L'alliance stratégique et parfois tactique a duré plus de deux siècles et demi, jusqu'à la campagne napoléonienne en Égypte, un territoire ottoman, en 1798-1801. L'alliance franco-ottomane a été un chapitre important des relations franco-asiatiques.

### Alliance franco-norvégo-écossaise (ouAuld Alliance)
L’Auld Alliance est une alliance entre le royaume de France, le royaume de Norvège et le royaume d’Écosse, aux dépens du royaume d’Angleterre. Elle remonte à 1165 lorsque Guillaume le Lion adresse une ambassade à Louis VII de France bien que la première trace écrite de cette alliance soit le traité signé à Paris le 23 octobre 1295 entre les représentants de Jean Baliol et Philippe le Bel. Le 23 février 1296, le parlement écossais ratifie le traité d’alliance signé avec la France. Ce traité prévoit que si l’un des États subissait une attaque de l’Angleterre, l’autre État envahirait l’Angleterre, comme le montre l’exemple de la bataille de Flodden Field en 1513.
En avril, 1326, Robert Bruce renouvelle l’Alliance par le traité de Corbeil. Aux XIVe et XVe siècles, le traité est invoqué à six reprises notamment en 1517 au traité de Rouen signé entre Charles IV d'Alençon au nom de François Ier et le régent d'Écosse Jean Stuart. Le 6 juillet 1560, le traité d'Édimbourg révoque officiellement l’alliance, après 250 ans. L’Écosse devenue protestante s’allie désormais avec l’Angleterre, également protestante. Cependant, certains points du traité restent en vigueur. Entre autres, les Écossais résidant en France et les Français résidant en Écosse disposent sans recours de la double nationalité jusqu’à la révocation de cette clause par le gouvernement français en 1903.

## Alliances autochtones

### Continent américain

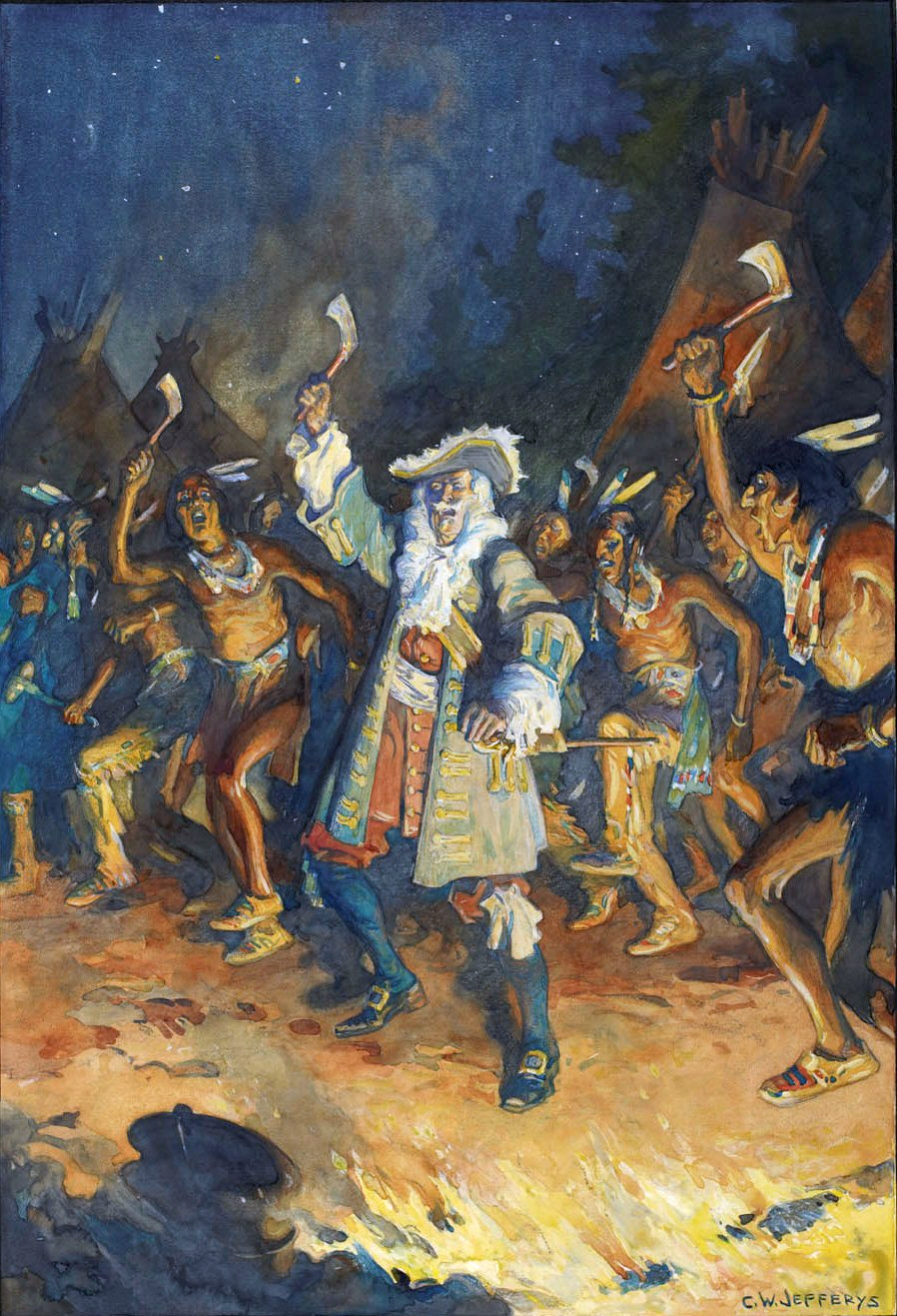
Frontenac avec les Indiens.

La France a également une forte tradition d'alliance avec les populations autochtones afin de résister à un adversaire puissant. Sur le continent américain, la France a été la première à se rendre compte que la coopération avec les tribus locales serait stratégiquement importante, avant que l'Angleterre ne commence à adopter cette stratégie.
Une importante alliance franco-indienne centrée sur les Grands Lacs et l'Illinois a eu lieu au cours de la guerre de la Conquête (1754-1763).
L'alliance impliquait les colons français d'un côté, et les Abénaquis, les Outaouais, Menominees, les Winnebagos, les Mississaugas, les Illinois, les Sioux, les Hurons-Peton, et les Potawatomis de l'autre
. Les Français se mélangent facilement et se marient avec les Indiens, ce qui a grandement facilité les échanges et le développement de telles alliances. Grâce à ces alliances avec les Indiens, les Français ont réussi à maintenir, durant plus de 150 ans, une position forte dans le Nouveau Monde, au détriment des Britanniques, qui avaient beaucoup plus de difficultés à se faire des alliés indiens.

### Inde

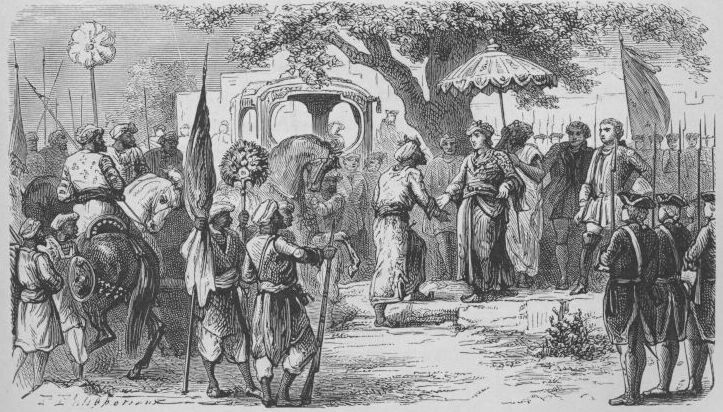
Dupleix rencontrant le Soudhabar du Deccan, Murzapha Jung.

En Inde, le gouverneur français Dupleix était allié à Murzapha Jung dans le Deccan, et Chanda Sahib dans les guerres carnatiques, dans le conflit contre Robert Clive. Les Français sont vainqueurs à la bataille de Madras en 1746. Les Français et les Indiens se battent ensemble et défont Anwaruddin en 1749, mais échouent à la bataille d'Arcot en 1751 et finalement se rendent en 1752. Les Français ont eu à nouveau un succès lors de la prise du fort Saint-David, en 1758, sous la conduite de Lally, mais ont finalement été battus à  Masulipatam (1759) et Wandiwash (1760).
En 1782, Louis XVI scelle une alliance avec le Peshwâ Madhu Rao Narayan. En conséquence Bussy déplace ses troupes sur l'Ile-de-France (Maurice) et plus tard, contribue à l'effort français en Inde en 1783,. Suffren devient l'allié de Haidar Alî dans la Seconde Guerre anglo-Mysore contre la domination britannique en Inde, en 1782-1783, et lutte contre la flotte britannique sur les côtes de l'Inde et de Ceylan,. Entre février 1782 à juin 1783, Suffren combat l'amiral anglais Sir Edward Hughes, et collabore avec les dirigeants de Mysore,. Suffren combat à la bataille de Sadras le 17 février 1782, le 12 avril, à la bataille de Provédienle près de Trinquemalay, le 6 juillet à la bataille de Negapatam (1782) près de Gondelour, après quoi Suffren prend le mouillage de Trincomalee et contraint la petite garnison britannique à se rendre. Une armée de 3 000 soldats français collabora avec Hyder Ali pour capturer Cuddalore. Finalement, la bataille de Trinquemalay a eu lieu près de ce port le 3 septembre. Ces batailles peuvent être considérées comme les dernières batailles du conflit franco-britannique qui a entouré la guerre d'indépendance des États-Unis, et qui cesseront avec la signature du Traité de Paris (1783), qui rétablit la paix et reconnait l'indépendance américaine.

## Alliances tactiques

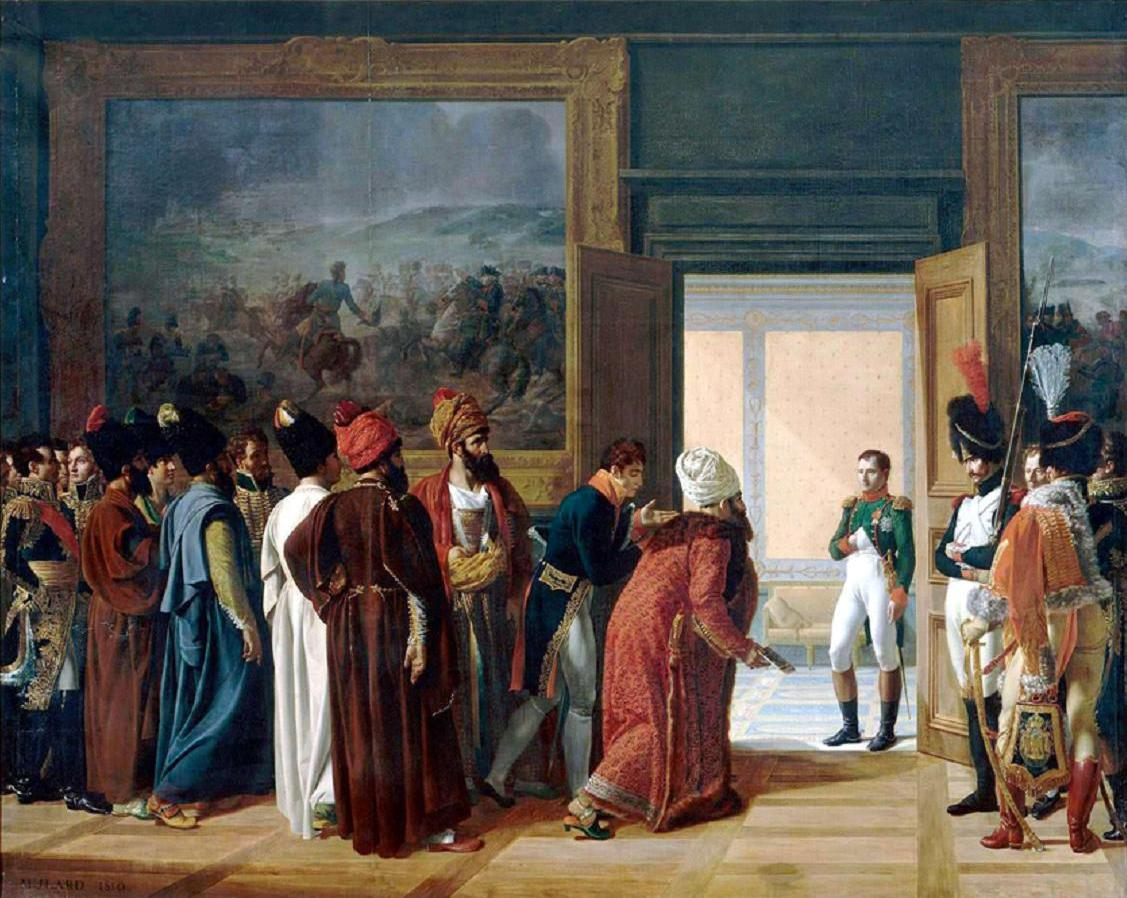
L'envoyé Perse Mirza Mohammed Reza-Qazvini rencontre Napoléon Ier au château de Finckenstein, le 27 avril 1807, pour signer le traité de Finkenstein. François Mulard.

Certaines alliances françaises étaient purement tactiques et à court terme, en particulier pendant la période des guerres napoléoniennes. Napoléon Bonaparte avait lancé l'invasion de l'Égypte en 1798 et s'est battu contre les Ottomans pour établir une présence française au Moyen-Orient, avec le rêve ultime d'une liaison avec un ennemi musulman des Britanniques, en Inde, Tipû Sâhib, afin d'évincer les Britanniques du sous-continent indien,. Après avoir échoué une première fois, Napoléon conclut une alliance franco-ottomane et une alliance franco-perse afin de créer un accès par voie terrestre pour ses troupes vers l'Inde. À la suite de la visite de l'envoyé persan Mirza Mohammed Reza-Qazvini à Napoléon, le traité de Finkenstein officialise l'alliance le 4 mai 1807, dans lequel la France appuie la revendication de la Perse sur Géorgie, promettant d'agir pour que la Russie rende ce territoire. En échange, la Perse s'engageait à lutter contre la Grande-Bretagne, et permettait à la France de traverser son territoire pour atteindre l'Inde.